# Daasdonk (Nederland)

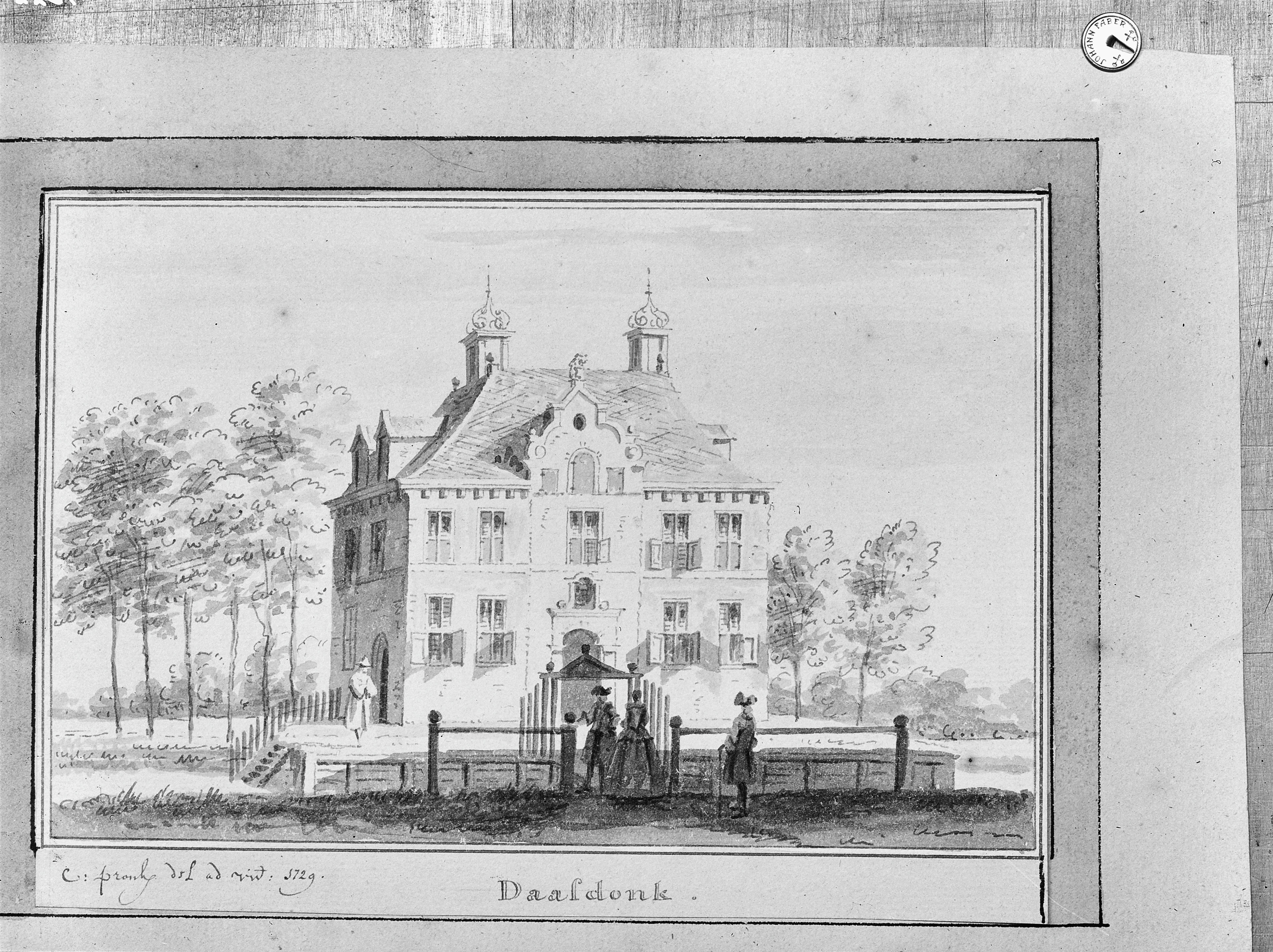
kasteel Daasdonk in 1729

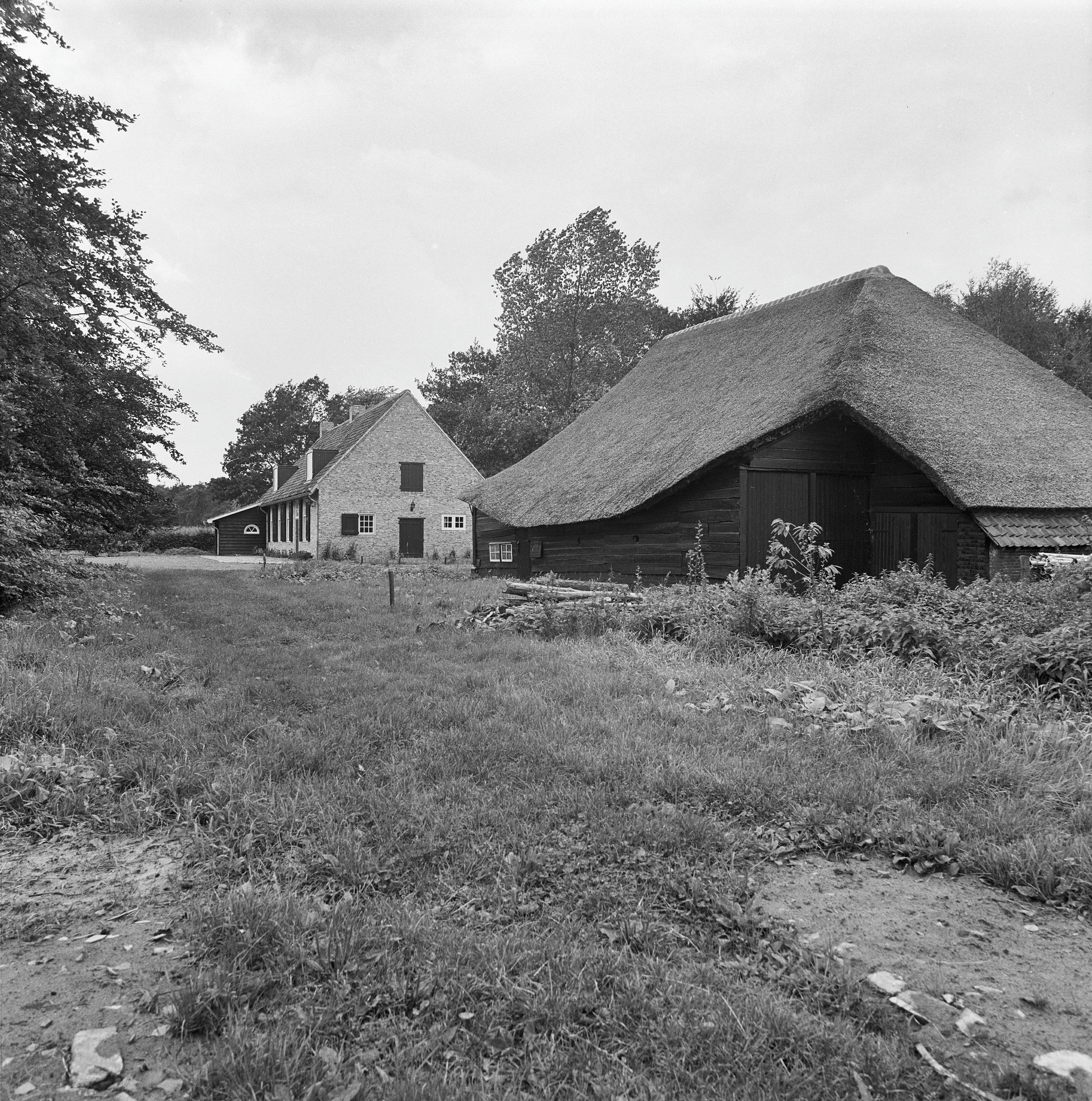
De drie zwaantjes

Daasdonk is de naam van een landgoed dat nabij het dal van de Mark is gelegen, ongeveer 1 km ten noorden van Galder. Tegenwoordig meet het landgoed 165 ha.
Het landgoed werd voor het eerst vermeld in 1350. Het beschikte over een kasteeltje. Tot in de 16e eeuw was het bezit van de familie Van der Daesdonk, waarna het overging op het geslacht De Douvrijn. In 1696 werd het goed verkocht aan George Lauder, een majoor in het Schotse regiment. Aan zijn familienaam had het kasteel, in 1680 een landhuis, de bijnaam: Het Ladderkasteeltje te danken.
Het kasteeltje brandde op 27 november 1831 af en werd daarop in 1832 gesloopt. Voorts bevindt zich op het landgoed de hoeve De drie Zwaantjes, bestaande uit een langgevelboerderij, een karhuis, een Vlaamse schuur en een bakhuis. Dit complex dateert van omstreeks 1680. Het karhuis stamt uit 1832 en hierin werden materialen van het gesloopte huis aangewend. In 1967 werd de hoeve ingrijpend gerestaureerd. Van hier uit begint de vroegere oprijlaan naar het kasteeltje, die nog steeds in het landschap te onderscheiden is.
Het landgoed bezit nog twee andere boerderijen waarvan in één, die eveneens in 1832 werd gebouwd, ornamenten van het vroegere huis zijn verwerkt.